# Skopje 2014
Skopje 2014 ist ein Projekt, das im Jahr 2010 initiiert wurde und eine grundlegende architektonische Neugestaltung der nordmazedonischen Hauptstadt Skopje vorsieht. Unter dem Ministerpräsidenten Zoran Zaev wurde das Projekt gestoppt.
Das Projekt ist ein Sinnbild für die vom nordmazedonischen Staat betriebene Politik der Vereinnahmung von Personen und Ereignissen der Geschichte der Nachbarstaaten. Es war Teil der Antiquisierungspolitik des damaligen Ministerpräsidenten Nikola Gruevski, welches vorsah, Skopje in eine Barock-Stadt umzuwandeln. Das Projekt Skopje 2014 führte dazu, dass die Hauptstadt Nordmazedoniens weltweit traurige Bekanntheit als die Kitschhauptstadt Europas bzw. der Welt erlangte.

## Planungsgeschichte

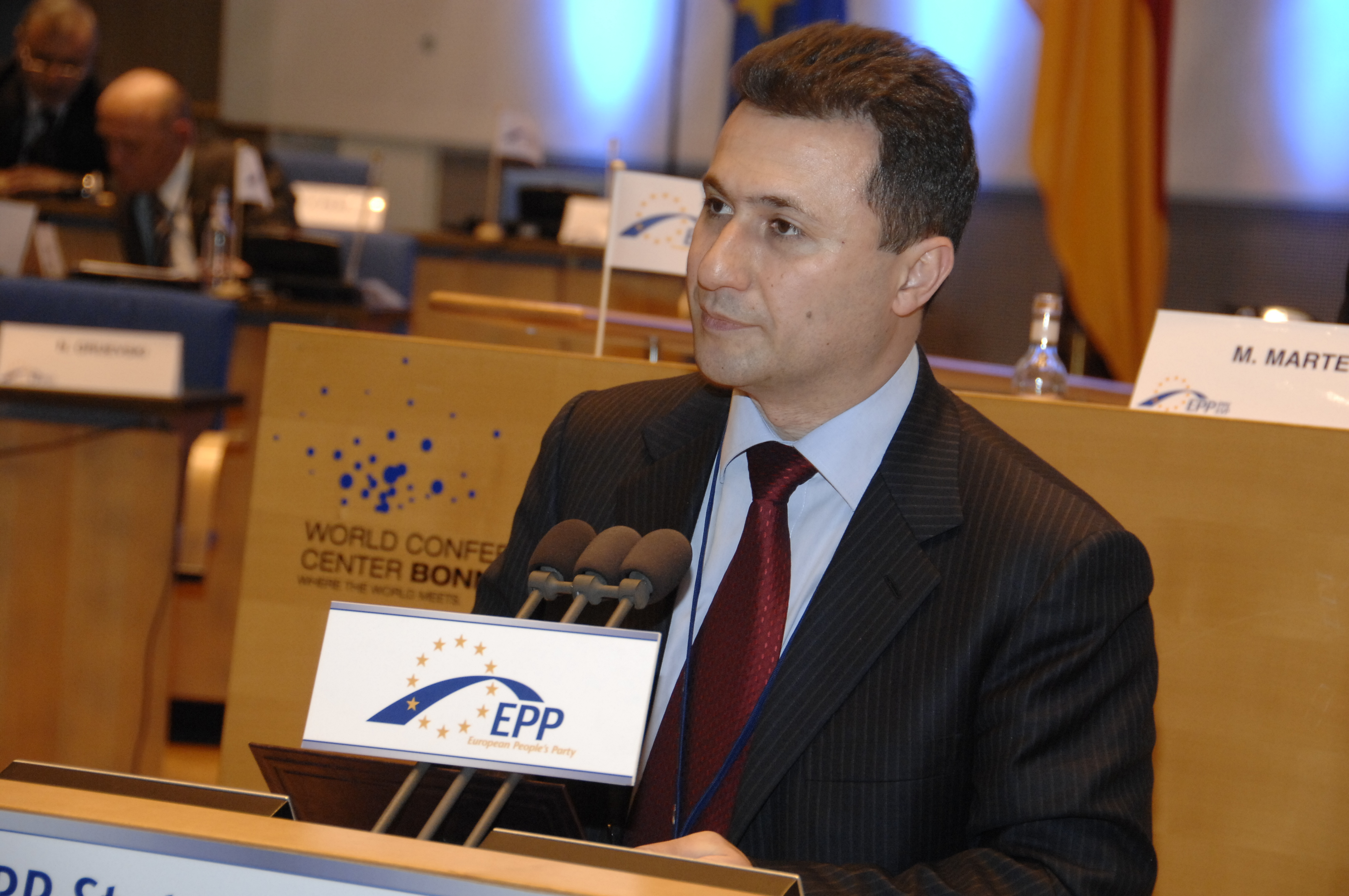
Der ehemalige mazedonische Ministerpräsident Nikola Gruevski, Initiator von Skopje 2014

Das Projekt galt als Prestigeprojekt des langjährigen mazedonischen Ministerpräsidenten Nikola
```
Gruevski und seiner nationalistischen Partei, der 
VMRO-DPMNE
. Ziel des Projekts war die Transformation Skopjes in eine Stadt, die das neue Selbstbewusstsein und Nationalgefühl Nordmazedoniens zum Ausdruck bringen sollte. Für das ambitionierte Projekt wurde ursprünglich eine Summe von 80 Millionen € veranschlagt, heute werden die Gesamtkosten auf mehr als 700 Millionen € geschätzt. Mit der Kostenexplosion gingen auch Korruptionsvorwürfe gegen leitende Verantwortliche einher. Kurz nach Baubeginn im Jahr 2010 erklärte das Verfassungsgericht Teile des Projekts für illegal und verlangte einen Baustopp. Die Regierung setzte sich aber über die Entscheidung des Gerichts hinweg und setzte die Arbeit an dem Projekt fort.
[
4
]
 Im Jahr 2014 war das Projekt bereits in weiten Teilen abgeschlossen. Nachdem im Jahr 2017 der Sozialdemokrat 
Zoran Zaev
 Ministerpräsident Nordmazedoniens wurde, wurde auch die Kritik an dem Großprojekt lauter. Die neue Regierung kündigte an, das Projekt zu stoppen. Auch Rückbaumaßnahmen zur Wiederherstellung ehemaliger Gebäude und des kulturellen Erbes der Stadt wurden diskutiert.
[
5
]
```

## Baumaßnahmen

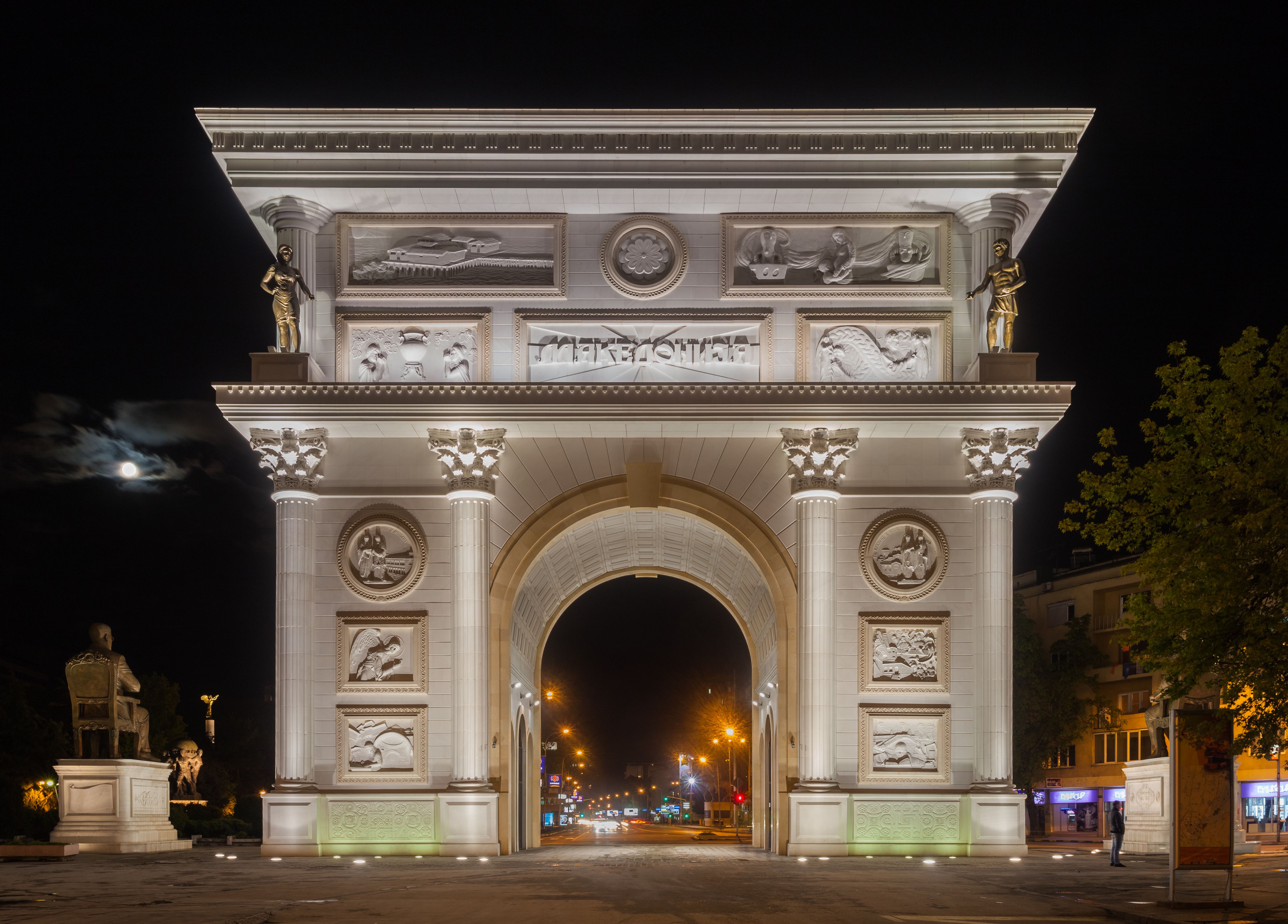
Der Triumphbogen Porta Makedonija in Skopje, nach Vorbild des Triumphbogens in Paris

Zu den zahlreichen Baumaßnahmen im Rahmen des Projekts zählte die Errichtung von 20 Gebäuden, die Museen, Verwaltungseinrichtungen und Ministerien beherbergen. Außerdem wurden zahlreiche Denkmäler errichtet, die Nationalhelden gewidmet sind, darunter auch Alexander dem Großen, Justinian I., Zar Samuil, Georgi Deltschew, Christo Tatartschew. Viele Baumaßnahmen waren Ausdruck der nationalistischen Ausrichtung des Projekts. Eines der bekanntesten Gebäude des Projekts ist der Triumphbogen Porta Macedonia und der dahinterliegende Makedonija-Platz mit einer monumentalen Reiterstatue Alexander des Großens.

## Kritik
Während der Amtszeit Gruevskis war Kritik an dem Projekt nicht erwünscht, gegen Igor Ivanovski, einen Politiker der damals oppositionellen Sozialdemokraten, wurde eine Geldstrafe von knapp 5000 € verhängt, da er das Projekt als Mittel zur Geldwäsche kritisiert hatte. Die undurchsichtigen Ausschreibungsprozesse und die explodierenden Kosten sorgten zudem für Korruptionsvorwürfe. Auch stilistisch wurde das Projekt scharf kritisiert und als nationaler Kitsch bezeichnet. Außerdem wurde kritisiert, dass bei den umfangreichen Baumaßnahmen auch bestehendes kulturelles Erbe der Stadt zerstört worden sei. Auch im angespannten Verhältnis zum Nachbarn Griechenland sorgte das Projekt und insbesondere die Verehrung Alexanders des Großen als mazedonischen Nationalhelden für weitere Spannungen.